# Frank Saker
Frank Warren Saker (Toronto, 10 agosto 1907 – 6 aprile 1980) è stato un canoista canadese.

## Palmarès

### Olimpiadi
- 2 medaglie:
  - 1 argento (Berlino 1936 nel C-2 10000 m)
  - 1 bronzo (Berlino 1936 nel C-2 1000 m)